# Fabiola pokornyi
Fabiola pokornyi is een vlinder uit de familie sikkelmotten (Oecophoridae). De wetenschappelijke naam is voor het eerst geldig gepubliceerd in 1864 door Nickerl.
De soort komt voor in Europa.